# Przyborowo (gmina)
Przyborowo dawna gmina wiejska istniejąca do 1928 roku w woj. poleskim II Rzeczypospolitej (obecnie na Białorusi). Siedzibą władz gminy było Przyborowo (645 mieszk. w 1921 roku).
W okresie międzywojennym gmina Przyborowo należała do powiatu brzeskiego w woj. poleskim. Gminę zniesiono 18 kwietnia 1928 roku, a jej obszar włączono do gminy Domaczów.